# PSN (revue scientifique)
Pour les articles homonymes, voir PSN.
La revue scientifique PSN est un périodique centré sur les thèmes de la psychiatrie, des sciences humaines et des neurosciences. Elle est créée en 2003. « la revue aspire à une synthèse entre les disciplines qui fondent le savoir psychiatrique à travers un travail sur les liens et les transferts scientifiques ». 9 volumes paraissent entre 2003 et 2011 aux éditions Springer. Depuis 2012, elle est éditée aux Éditions Matériologiques.